# Sanremo Giovani 2015
Sanremo Giovani 2015 est une émission de télévision italienne, se déroulant le 27 novembre 2015. C'est la neuvième édition de Sanremo Giovani, l'émission revenant après une absence de treize ans, la dernière édition ayant eu lieu en 2002. Elle est également précédée de cinq émissions de présentation des artistes y participant, du 23 au 27 novembre.
Un total de 646 artistes ont soumis leur candidature pour cette émission. Parmi eux, 60 ont été sélectionnés pour une audition, puis 12 ont été retenus pour participer à Sanremo Giovani. L'émission servira elle-même à sélectionner six artistes pour la section Nuove Proposte du Festival de Sanremo 2016. 

## Déroulement
L'émission se déroule en deux phases. Dans un premier temps, les douze artistes sont répartis en quatre groupes de trois. Dans chaque groupe, un artiste est éliminé. Lors de la seconde phase, deux artistes sont éliminés parmi les huit restants.
| Groupe | Ordre | Artiste                    | Chanson         | Auteur(s)                                                    |
| ------ | ----- | -------------------------- | --------------- | ------------------------------------------------------------ |
| 1      | 1     | Chiara Dello Iacovo        | Introverso      | Chiara Dello Iacovo                                          |
| 1      | 2     | Cecile                     | N.E.G.R.A.      | Lorenzo Lombardi Dallamano                                   |
| 1      | 3     | Valeria et Piero Romitelli | Mai abbastanza  | Piero Romitelli                                              |
| 2      | 4     | Michael Leonardi           | Rinascerai      | Michael Aaron Vaiasinni, Emanuela Giacca, Emilio Rentocchini |
| 2      | 5     | Una                        | Amare stanca    | M. Stano, G. Masci                                           |
| 2      | 6     | Francesco Gabbani          | Amen            | Fabio Ilacqua, Francesco Gabbani                             |
| 3      | 8     | Ermal Meta                 | Odio le favole  | Ermal Meta                                                   |
| 3      | 8     | Beatrice Visconti          | Paulette        | Beatrice Visconti                                            |
| 3      | 9     | Irama                      | Cosa resterà    | Irama, Giulio Nenna                                          |
| 4      | 10    | Siberia                    | Gioia           | Eugenio Sournia                                              |
| 4      | 11    | Rumor                      | Il grande salto | M. Platini, S. Quagliarella, E. Anelli, E. Polidoro          |
| 4      | 12    | Francesco Guasti           | Io e te         | Francesco Guasti, M. Carnesecchi                             |

## Audiences
La soirée a été regardée par 2 561 000 personnes, pour une part d'audiences de 11,97 %.